# Sympycnus minuticornis
Sympycnus minuticornis är en tvåvingeart som beskrevs av Van Duzee 1932. Sympycnus minuticornis ingår i släktet Sympycnus och familjen styltflugor.
Artens utbredningsområde är Colorado. Inga underarter finns listade i Catalogue of Life.